# 逢葉まどか
逢葉 まどか（あいば まどか、1995年6月9日 - ）は、日本の元女性声優。ライバー。かつてはカレイドスコープに所属していた。神奈川県出身。血液型はAB型。

## 経歴
A&Gアカデミー第16期生。
カレイドスコープに所属し、声優として活動していたが2021年12月27日をもって退所。数年前からパニック障害を患っており、通院していたものの、仕事のみならず外出すらもままならなくなったため、退所に至った。ただし、声優活動に思い入れがあり、復帰を目指している。
2022年10月に株式会社Nextwaveに所属。ライブ配信やYoutubeの活動を行っている。

## 出演
太字はメインキャラクター。

### テレビアニメ
2014年
- おまけアニメ ゆるがろ（らら）

2015年
- 牙狼〈GARO〉 -炎の刻印-（ララ）
- 日本気象協会、アニメーション「わかりやすい気象現象と災害」 〜第1弾『節子と台風』〜（節子）
- 牙狼 -紅蓮ノ月-（式、少女時代の星明 / きよめ）

### OVA
- 日本気象協会「わかりやすい気象現象と災害」シリーズ（2015年、天気節子） - 7シリーズ

### ゲーム
- 限界凸起 モエロクリスタル（2015年、ゴーレム）
- メイQノ地下ニ死ス（2015年、エル[3]）
- 限界凸城 キャッスルパンツァーズ（2017年、ゴーレム）

### 吹き替え
- GOTHAM/ゴッサム（2016年、シルバー・セント・クラウド〈ナタリー・アリン・リンド〉）
- BONES -骨は語る-（2016年、アニッサ・グリーン）

### ラジオ
- 牙狼〈GARO〉 -炎の刻印- 魔戒通信 （HiBiKi Radio Station：2014年10月3日 - 2015年4月24日）[4]

### テレビ番組・インターネット番組
2014年
- 金狼感謝祭2014 （2014年11月23日、ファミリー劇場、ニコニコ生放送、ゲスト出演）

2015年
- 「牙狼-GARO- -炎の刻印-」×佐咲紗花 新春スペシャルイベント （2015年2月10日、ニコニコ生放送、スタジオ、ゲスト出演）
- アニメマシテ （2015年2月10日、アニメマシテ、スタジオ、ゲスト出演）
- ワタ@アメ！ （2015年6月22日、アメーバ、スタジオ、ゲスト出演）

2016年
- オサレガール（2016年4月5日、テレビ埼玉、レポーター、レギュラー出演）

### イベント
- AnimeJapan 2015 （2015年3月21日、AnimeJapan、牙狼〈GARO〉 -炎の刻印- 魔戒通信、公開録音、パーソナリティー）